# مونوشتورپایی
مونوشتورپایی (به مجاری:  Monostorpályi) یک منطقهٔ مسکونی در مجارستان است که در ناحیه درچکه واقع شده‌است. مونوشتورپایی ۴۴٫۴۴ کیلومتر مربع مساحت و ۲٬۱۳۶ نفر جمعیت دارد.